# Kenny Wheeler

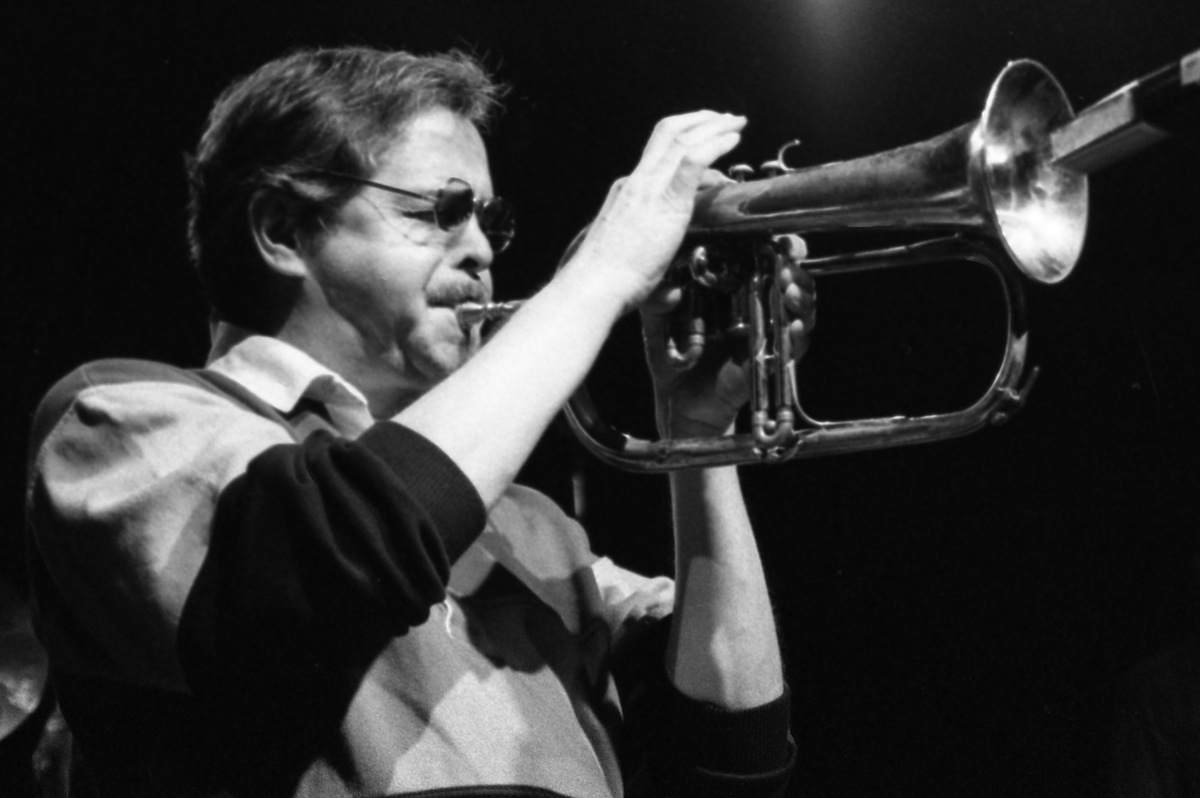
Kenny Wheeler, 1992

Kenneth Vincent John Wheeler, OC (Toronto, 14 januari 1930 –Londen, 18 september 2014) was een Canadese componist, trompettist en bugelist, die vanaf de jaren 1950 woonde in het Verenigd Koninkrijk.
Hij speelde vooral jazz, maar hij was ook actief in geïmproviseerde muziek en af en toe rock. Wheeler schreef meer dan honderd composities en was een bekwaam arrangeur voor kleine en grote ensembles.

## Biografie
Wheeler werd geboren in Toronto, (Ontario, Canada) op 14 januari 1930. Hij begon met het spelen van kornet toen hij 12 jaar oud was en raakte geïnteresseerd in jazz in zijn tienertijd. Wheeler volgde een studie compositie aan The Royal Conservatory of Music in 1950. In 1952 verhuisde hij naar Groot-Brittannië. Hij vond zijn weg in de Londense jazzscene van dat moment en speelde in groepen onder leiding van Tommy Whittle, Tubby Hayes, en Ronnie Scott.
In de late jaren 1950 was hij lid van Buddy Featherstonhaugh's kwintet samen met Bobby Wellins. In de jaren zestig werkte hij samen met John Dankworth en maakte hij deel uit van de big band van (Eric Burdon en) the Animals, die alleen optrad op het 5e Jaarlijkse Britse Jazz & Blues Festival in Richmond (1965). In 1968 speelde Wheeler op het eerste solo-album van gitarist Terry Smith Fall Out.
Wheeler's eerste album Windmill Tilter verscheen in 1969 met de band van John Dankworth. Nog vele albums zouden volgen, met name bij ECM, met een onderbreking van een aantal albums bij CAM Jazz.
Wheeler was de trompettist in het Anthony Braxton Quartet van 1971 tot 1976 en vanaf 1977 maakte hij deel uit van het jazztrio Azimuth (met John Taylor en Norma Winstone).
Een bijzonder album van Wheeler, Angel Song, verscheen in 1997. Hij speelde daarin met een ongebruikelijke "drummerloos" kwartet met Bill Frisell (gitaar), Dave Holland (bas) en Lee Konitz (altsax).
Wheeler overleed na een korte periode van zwakke gezondheid in een verpleeghuis in Londen op 18 september 2014. Hij werd 84 jaar oud.

## Discografie
- 1968: Windmill Tilter (Fontana) met het John Dankworth Orchestra
- 1973: Song for Someone (Incus)
- 1975: Gnu High (ECM)
- 1976: Ensemble Fusionaire (CBC)
- 1977: Deer Wan (ECM)
- 1980: Around 6 (ECM)
- 1984: Double, Double You (ECM)
- 1988: Flutter By, Butterfly (Soul Note)
- 1988: Visions (Justin Time)
- 1990: Music for Large & Small Ensembles (ECM)
- 1990: The Widow in the Window (ECM)
- 1991: Spanish Rhapsody (met het Creative Art Ensemble Hungary o.l.v. György Vukán)
- 1992: Kayak (Ah Um)
- 1997: All the More (Soul Note) opgenomen in 1993
- 1997: Angel Song (ECM)
- 1999: A Long Time Ago (ECM)
- 2003: Island (Artists House) with Bob Brookmeyer
- 2003: Dream Sequence (Psi, 1995–2003 [2003])
- 2004: Where Do We Go from Here? (CAM Jazz) met John Taylor
- 2005: What Now? (CAM Jazz)
- 2006: It Takes Two! (CAM Jazz)
- 2008: Other People (CAM Jazz) met Hugo Wolf String Quartet featuring John Taylor
- 2011: One of Many (CAM Jazz) met John Taylor en Steve Swallow
- 2012: The Long Waiting (CAM Jazz)
- 2013: Mirrors (Edition Records) London Vocal Project with Norma Winstone
- 2013: Six for Six (CAM Jazz, recorded 2008)
- 2015: Songs for Quintet (ECM, recorded 2013)
- 2015: On the Way to Two (CAM Jazz, recorded 2005)

### Met Azimuth
- Azimuth (ECM, 1977)
- The Touchstone (ECM, 1978)
- met Ralph Towner: Départ (ECM, 1979)
- Azimuth '85 (ECM, 1985)
- How It Was Then... Never Again (ECM, 1994)
- met The Maritime Jazz Orchestra: Siren's Song (Justin Time, 1997)

- Bibsys: 1026978
- Biblioteca Nacional de España: XX1159270
- Bibliothèque nationale de France: cb13901121m (data)
- CiNii: DA13464489
- Gemeinsame Normdatei: 134054954
- International Standard Name Identifier: 0000 0001 1473 9701
- Library of Congress Control Number: n85235106
- MusicBrainz: b3f8b449-af84-4766-bced-ff9aa6ba6f2b
- Nationale Bibliotheek van Tsjechië: xx0030450
- Nationale bibliotheek van Australië: 36194866
- Nationale Bibliotheek van Israël: 987007332745205171
- Nederlandse Thesaurus van Auteursnamen: 073503231
- Réseau des bibliothèques de Suisse occidentale: 02-A003971002
- SNAC: w64b5xsw
- Système universitaire de documentation: 083421734
- Virtual International Authority File: 65213916
- WorldCat: E39PBJwtpX7vFJ6hWfJrfYWFKd